# Азем Власи
Азем Власи (алб. Azem Vllasi; Косовска Каменица, 23. децембар 1948) је албански политичар са Косова и Метохије и некадашњи високи државни и партијски функционер у Социјалистичкој Федеративној Републици Југославији, потом саветник председника самопрокламоване државе Републике Косово.

## Биографија
Основно и средње образовање завршио у Косовској Каменици а права на Универзитету у Приштини. У периоду 1974 — 1978. био је председник Савеза социјалистичке омладине Југославије, затим председник Социјалистичког савеза радног народа Косова (1981 — 1982), потом члан Председништва Покрајинског комитета Савеза комуниста Косова и Централног комитета Савеза комуниста Југославије (1982 — 1988). У међувремену је маја 1986. биран за председника Савеза комуниста Косова.
На тој дужности био је до јесени 1988. године, када долази у сукоб са тадашњим руководством Србије, на челу са Слободаном Милошевићем. Власи се супротставио уставним и политичким променама које је Милошевић најављивао, а које су требало Косову да одузму висок степен аутономије из Устава 1974. године. Тада су организовани масовни протести Албанаца на Косову, који су пружили подршку Власију. Протести су кулминирали фебруара 1989. године, када су се рудари у руднику Стари Трг забарикадирали у своја рударска окна, захтевајући обуставу најављених уставних промена. Убрзо је руководство Словеније пружило подршку рударима, што је изазвало револт грађана у Србији. Више од милион грађана, на митингу у Београду 28. фебруара, затражило је хапшење Власија. То се догодило почетком марта, када је српска полиција угушила отпор Албанаца у покрајини. Власи је осуђен због "контрареволуционарне" активности. Из затвора је изашао априла 1990. године.
Власи је касније радио као адвокат и политички саветник многих косовских политичара. Тако је 2005. постао саветник тадашњег косовског премијера Бајрама Косумија, а касније и Агима Чекуа.
Власи је ожењен новинарком Надиром Авдић - Власи; отац је двоје деце која су се школовала у САД и тамо остала да живе.